# Vườn quốc gia The Palms
Vườn quốc gia The Palms là một vườn quốc gia ở Queensland, Úc.
The Palms là một công viên quốc gia nhỏ nằm giữa Cooyar và Yarraman ở Queensland, Australia. Đặc điểm chính của công viên là suối nước đầy dồi dào trong mùa xuân với những cây cọp. Những cây sung sướng, thông bunya và cây thông vòng cũng chiếm ưu thế [1].
Công viên 12,4 ha được tuyên bố vào năm 1950. Số lượng chim chóc trong vườn quốc gia này rất nhiều.
Không được phép cắm trại trong công viên nhưng các bữa ăn ngoài trời và đi dạo được phục vụ.